# Nokia Asha 501
Il Nokia Asha 501 è un feature phone della Nokia.
È stato annunciato il 9 maggio 2013 ed è il primo modello della nuova famiglia di smartphone Asha che amplia i confini del design Lumia e introduce l'era degli smartphone democratici introducendo colori vividi, una struttura di qualità elevata e un'interfaccia utente innovativa. Nokia Asha 501 è il primo dispositivo basato sulla nuova Asha Platform, progettata specificamente per rendere l'esperienza d'uso più veloce e reattiva e per supportare gli sviluppatori nella creazione, pubblicazione e commercializzazione più efficace delle applicazioni realizzate appositamente per questa nuova generazione di smartphone.
Il nuovo Nokia Asha 501 è disponibile nelle varianti Single e EasySwap Dual SIM; entrambe supportano il WiFi e BlueTooth. Lo standby è di 48 giorni.